# دوني إبراهام
دوني إبراهام (بالإنجليزية: Donnie Abraham)‏ هو لاعب كرة قدم أمريكية أمريكي، ولد في 8 أكتوبر 1973 في أورانجبورغ في الولايات المتحدة.

## وصلات خارجية
- دوني إبراهام على موقع مرجع كرة القدم المحترفة.كوم (الإنجليزية)